# Зеленовић (презиме)
Зеленовић јесте српско презиме које носе Срби из Хрватске, првенствено из Далмације, Срби из Србије и Босне и Херцеговине.

## Порекло
Према Стојану Караџићу и Вуку Шибалићу, Зеленовићи воде порекло од Зелена Церовића, који се, средином 17. века, из црногорског села Тушине одселио у Автовац, а одатле су прешли у Михољаче код Гацка. Славе Ђурђевдан., а неки Никољдан.

## Популација
У Хрватској, Зеленовићи су већином Срби, нешто мање Хрвати (из Јастребарског). У прошлом веку релативно највише хрватских становника с овим презименом рођено је у околици Врлике и у Сплиту. У Михољачама у Источној Херцеговини скоро сваки становник презивао се Зеленовић.
У Хрватској данас живи око 60 Зеленовића у 30 домаћинстава. Средином прошлог века било их је приближно 160, али се њихов број значајно смањио. Присутни су у већини хрватских жупанија, у 18 градова и 6 мањих насеља, највише у Ријеци (<10), Пазину (<10), Цивљанама у околици Врлике (<10), Пули (<10) и у Сплиту (<10).
Најмање једна породица са овим презименом емигрирала је из Хрватске у САД.
Презиме Зеленовић (укључујући: Зеленович, Зеленовиц) присутно је у 18 држава на три континента. Презиме "Зеленовиц" носи мањи број особа у Америци, мањи број у Канади, те мањи број особа у Аустрији. "Зеленович" носи мањи број особа у Америци, мањи број у Руској Федерацији, те мањи број особа у Канади.